# Fjodor Dus-Chotimirski
Fjodor Iwanowitsch Dus-Chotimirski (russisch Федор Иванович Дуз-Хотимирский, wiss. Transliteration Fedor Ivanovič Duz-Hotimirskij; * 26. September 1879 in Tschernihiw; † 6. November 1965 in Moskau) war ein ukrainisch-sowjetischer Schachmeister.
Dus-Chotimirski stammte aus ärmlichen Verhältnissen. Als Jugendlicher zog er aus seiner Geburtsstadt Tschernihiw nach Kiew, wo er verschiedenen Gelegenheitsarbeiten nachging und als 19-Jähriger das Schachspiel in Kiewer Cafés erlernte. Bereits einige Monate später zählte er zu Kiews besten Spielern. Dus-Chotimirski gewann die Meisterschaft Kiews in den Jahren 1900, 1902, 1903 und 1906. Bereits 1901 nahm er erstmals an der All-Russischen Meisterschaft in Moskau teil, später bis 1909 noch vier weitere Male, wobei sein vierter Platz 1909 in Wilna seine beste Platzierung darstellte (Sieger war Akiba Rubinstein). 1907 nahm er an zwei Turnieren in Moskau teil, wobei er eines vor Georg Marco gewann, beim anderen nach Michail Tschigorin und dem Moskauer Meister Gontscharow Dritter wurde. Im selben Jahr nahm er erstmals an einem internationalen Turnier im Ausland teil: in Karlsbad teilte er mit dem US-Amerikaner Frank James Marshall den elften Platz und bekam den Meistertitel verliehen. 1908 spielte er in Warschau gegen den Amerikaner einen Wettkampf 3:3 (+2 =2 −2) unentschieden. Beim internationalen Turnier in St. Petersburg 1909 gelangen ihm spektakuläre Siege über die beiden ersten Preisträger Weltmeister Emanuel Lasker und Akiba Rubinstein. 1910 gewann er die Meisterschaft von St. Petersburg. 1911 teilte er Platz eins in St. Petersburg mit Eugène Znosko-Borovsky.
Nach der Oktoberrevolution 1917 zählte Dus-Chotimirski zu den stärksten Spielern im Land und popularisierte das Schachspiel in den ersten Jahren der Staatsgründung durch zahlreiche Reisen, pädagogische und organisatorische Arbeit sowie Teilnahmen an lokalen Turnieren. Er nahm zwischen 1923 und 1949 an zahlreichen UdSSR-Meisterschaften teil, wobei er seine besten Platzierungen 1925 in Leningrad (5. Platz) und 1927 in Moskau (geteilter dritter bis vierter Platz mit Abram Model) hatte. 1950 verlieh ihm die FIDE den Titel Internationaler Meister.

## Theorie
Großmeister Eduard Gufeld zitiert in seiner Monografie zur Drachenvariante aus Panows Buch „Ausgewählte Partien“ Dus-Chotimirskis Erinnerungen:
„Erstmals wurde dieser Name von mir 1901 in Kiew ausgesprochen. Ich beschäftigte mich mit Astronomie, beobachtete den Sternenhimmel und bemerkte die äußere Ähnlichkeit der Bauernstellung d6–e7–f7–g6–h7 zum Sternbild des Drachens.“

## Werke
- Isbrannyje partii, Moskau 1955 (unter Mitarbeit von Wassili Nikolajewitsch Panow).